# محافظة بيش
تقع محافظة بيش في الجزء الشمالي لمنطقة جازان في المملكة العربية السعودية، بمسافة 70 كلم وهي من المحافظات الهامة حيث تقع على الخط الدولي ـ جدة ـ جازان ـ اليمن، كانت تُسمّى سابقًا بأم الخشب وتشتهر بالزراعة لموقعها المجاور لوادي بيش وهو من أشهر الأودية بالمملكة وكذلك صيد السمك لقربها من البحر. من أشهر منتجاتها الزراعية فاكهة المانجو والتين والطماطم والبامية والملوخية والموز. وتقع في غربها على مسافة 20 كيلو مدينة جازان للصناعات الأساسية والتحويلية.

## الموقع
تقع محافظة بيش على خط عرض (17) شمالاً وخط طول(42) شرقاً وبالنسبة لموقعها من منطقة جازان فهي تقع في الجزء الشمالي وتتصف المحافظة بأنها تقع ضمن إقليم تهامة والذي ينحصر ما بين البحر الأحمر
والمرتفعات الجبلية ويمر في هذا السهل واد كبير ذي مساحة واسعة يسمى (وادي بيش) وهو من أكبر أودية المنطقة والذي يرفده أكثر من تسعين رافداً وبذلك تتميز أراضي المحافظة بخصوبة أراضيها ذات الزراعات المتعددة.
خصائص الموقع
- وقوعها في سهول تهامة المنبسطة التي تسهل الحركة والاتصال.
- وقوعها على الطريق الدولي.
- وقوعها على طريق الحاج القديم.
- قربها من البحر الأحمر الذي يحدها من الغرب.
- وقوعها بين ظهيرين هامين:

1. ظهير زراعي خصب في الشرق والجنوب، ترويه مياه وادي بيش.
2. ظهير رعوي واسع في الشمال والغرب.

## المناخ
مناخ بيش هو مداري صحراوي، حار صيفاً معتدل شتاءً متوسط الحرارة السنوي 30م، وتبلغ نسبة الرطوبة 60 %
وتتراوح سرعة الرياح بين 5-18 كم وبوجه عام تزيد الرياح في فصل الصيف حيث تثير الغبار والأتربة مما يؤدي إلى عرقلة المواصلات وكثرة الحوادث المرورية وتلف المحاصيل الزراعية وزحف الرمال على المناطق السكنية، والأمطار قليلة متذبذبة يصل معدلها السنوي إلى 160ملم 0والتربة متنوعة تتدرج من الشرق إلى الغرب من تربة طينية فيضية خصبة تتجدد مع كل فيضان للوادي إلى تربة طينية رملية جافة بسبب قلة الأمطار وارتفاع الحرارة، إلى تربة رملية مفككة تخضع لقوة الرياح التي تنقلها من مكان إلى آخر.

## التضاريس
إن السطح في محافظة بيش هو سهلي منبسط ما عدا بعض الكثبان الرملية في الغرب وبعض المرتفعات البسيطة في الشرق مع مركز الحقو ومركز مسلية.

## عدد السكان
بلغ عدد سكان المحافظة 86,996 نسمة حسب إحصائية تعداد السعودية 2022م.

## المراكز الإدارية
يتبع محافظة بيش إدارياً أربعة مراكز وهي كالآتي:
- مركز مسلية: ويقع شرق محافظة بيش على بعد 7 كم تقريباً ويوجد بها العديد من الخدمات وبها مطل جميل يشرف على وادي بيش.
- مركز الحقو: ويقع شرق المحافظة ويبعد عنها مسافة 32 كم تقريباً وبها العديد من الخدمات.
- مركز الفطيحة: ويقع شمال شرق المحافظة ويبعد عنها مسافة 38 كم تقريباً وبه العديد من الخدمات وتشرف على وادي بيش لذا تتميز تربتها بخصوبتها الدائمة.
- مركز الخلاوية النجوع: ويقع شمال غرب المحافظة ويبعد عنها مسافة 15 كم تقريباً.

## القرى التابعة لها
- المطعن
- الحقو
- مسلية
- قرية الشريعة
- بيش العليا (التي أخذ منها اسم المحافظة، فقد كان اسم بيش السابق أم الخشب)
- الردحة (كانت تتبع الدرب حتى عام 2010)
- الفطيحة
- الحجروف
- الشجنة
- السلامة العليا
- السلامة السفلى
- الطرشية
- قرية السعنة
- الكدره
- حلة البناء
- الحضن
- المحلة
- قايم الدش (جازان)
- الخلاوية والنجوع
- المجديرة (جازان)
- الغريف
- المنزالة
- أم الخبر (الحرد)
- العبادلة
- المدرك (جازان)

## الخدمات
يوجد في مدينة بيش مركز المحافظة مستشفى عام ومركز للرعاية الأولية، ومركز لمكافحة الملاريا. أما المدارس فيها ثلاث مدارس ثانوية ومدرستان متوسطتان، وأربع مدارس ابتدائية، ومدرسة ابتدائية ومتوسطة وثانوية لتحفيظ القرآن الكريم هذا بالنسبة للذكور، أما البنات فهناك ثلاث مدارس ثانوية وثلاث مدراس متوسطة وست مدارس ابتدائية ومدرسة ابتدائية ومتوسطة وثانوية لتحفيظ القرآن الكريم. هذا وتوجد كل المراحل الدراسية بالقرى التابعة لمحافظة بيش، كما أن ببيش جميع الدوائر الحكومية، كما أن بها نادياً رياضياً واجتماعياً وثقافياً.

## النشاط الاقتصادي
يعملون بالزراعة والتجارة وصيد الأسماك، ويعمل عدد كبير منهم في الوظائف الحكومية المختلفة.

### الزراعة
تشتهر محافظة بيش منذ القدم بالزراعة وإلى وقتنا الحاضر والذي تطورت فيه الزراعة كثيرًا وذلك نتيجة للدعم المتواصل والذي يشهده هذا القطاع من الدولة والذي يتمثل في استكمال البنية الأساسية والتي منها تقديم القروض والإعانات وشراء المحاصيل بأسعار مناسبة للمزارعين.
أهم المحاصيل الزراعية
هي الذرة الرفيعة والسمسم والحبحب والدخن والدجروالبطيخ وقد شهدت المحافظة نجاحاً كبيراً في مجال زراعة الخضار والطماطم والباميا والباذنجان والفل والجرجير والفواكه شبه الاستوائية والمانجو والجوافة والموز والحبوب.
واتسعت رقعة الأراضي الزراعية وأصبحت تقريباً (7500) هكتار ومن أجل الاستفادة من المياه ودرء أخطار السيول تم إنشاء سد وادي بيش بطول 540متراً وارتفاع 106 متر وتبلغ طاقته التخزينية 19.275 مليون متر مكعب مساحة تجمع السيول 4600 كيلومتر مربع وبتكلفة 150مليوناً.
كما تعد محافظة بيش من المحافظات التي تشتهر بزراعة النباتات العطرية وزهور الفل وذلك لخصوبة أراضيها الزراعية التي استمدتها من واديها الشهيرالمسمى باسمها (وادي بيش)، ومن أشهر هذه النباتات البعيثران والمخضار والكاذي والفل وغيرها من الزهور والنباتات التي في المحافظات الأخرى كالنرجس والشيح والسكب وغيرها، ويقبل جميع السكان في المحافظة على هذه النباتات وذلك لجمال شكلها وروعة رائحتها الشذية، وتباع هذه النباتات في سوق المحافظة الشعبي أو من قبل البائعين الجائلين.

### الثروة الحيوانية
فتتميز المحافظة بثرواتها من الضأن والماعز والأبقار والدجاج وهي في تكاثر مستمر.
العسل
تشتهر محافظة بيش بانتاجها المتميز من أنواع العسل وهو في المحافظة
على ثلاثة أنواع أجودها:
- عسل السدر:

والمقصود بذلك أشجار السدر التي يتغذى عليها النحل في فصل الربيع وتنتشر أشجار السدر على ضفاف
وادي بيش وفي المزارع ويتميز عسل السدر بلونه الذهبي الجذاب وهو من أفضل أنواع العسل حيث يستخدم لعلاج
بعض الأمراض.
- عسل الشوكة:

والمقصود هنا أشجار السلم حيث يتغذى النحل على أزهارها وينتج عسلاً أسود اللون وأكثر كثافة.
- عسل المراعي:

ويقصد به زهور النباتات البرية التي تنبت بعد هطول الأمطار وشكل هذه الأزهار يميل إلى الأحمر.

### الحرف والصناعات التقليدية
تشتهر محافظة بيش منذ القدم بالعديد من الحرف والصناعات التقليدية المرتبطة باحتياجاتهم من المنتجات والسلع الحرفية بمختلف أنواعها، وما زال بعض سكان المحافظة يزاولون هذه الحرف سواء في الأسواق الشعبية أو في المنازل.
كما تزخر محافظة بيش بالعديد من المورثات الشعبية التي منها الحلويات الشعبية والتي يتم صناعتها في بعض المحافظات الأخرى ويتم تسويقها في سوق بيش الشعبي وذلك للطلب المتزايد عليها وذلك لما تتمتع به هذه الحلوى من خصوصية متلازمة مع فناجين القهوة والبن والقشر منذ القدم وحتى اليوم ولا زال تناولها في الهجر والأرياف كوجبة الإطار تسمى ب(الصفارة)، ومن أنواع هذه الحلويات المشبك والحلقوم والقطع والكهاجة والمجلجل والخنية المصنوعة من الدخن.

### التنمية
تعد محافظة بيش إحدى المحافظات المميزة للاستثمار السياحي والاقتصادي وذلك لتنوع طبيعتها الطبوغرافية وكونها منطقة جذب زراعي من الدرجة الأولى وقد حظيت المحافظة بنهضة تنموية متعددة في مختلف المجالات وتشهد حالياً تنفيذ عدد كبير من المشاريع التنموية والاقتصادية في مختلف المرافق والخدمات.
تضم بيش المعهد السعودي التقني لخدمات الكهرباء {SESP saudi electric service polytechnic} ويعتبر أحد أهم المعاهد المهنية في المملكة العربية السعودية ويقوم بتخريج متدربين فنيين بكفاءات عالية للعمل في شركة الكهرباء ويستطيعون العمل بمعظم الدول الأوروبية.
كما تضم المحافظة إحدى أكبر المدن الاقتصادية في السعودية وهي مدينة جازان للصناعات الأساسية والتحويلية التي تتبع الهيئة الملكية، مما يجعل بيش من أهم مدن المملكة في صعيد الاستثمار ورافد اقتصادي مستقبلي مهم.

## السياحة
تتميز محافظة بيش بمقومات سياحية واعدة وذلك لوجود شاطئها الجميل والذي يسمى باسمها وهو لا زال بكراً يحتضن تلالاً رملية ناعمة وسهولاً فسيحة تجري فيها أكبر الأودية في المنطقة وهو وادي بيش والذي يشق أراضي المحافظة
والذي يشتهر بدوام جريانه وبالخضرة الدائمة على جنباته والذي أصبح مركز جذب سياحي للمتنزهين والزوار للمحافظة.

### من أهم المعالم السياحية
يعتبر شاطئ بحر بيش هو المكان الذي يقضي به السكان وقت العطل والإجازات كما أن كثيراً من سكان منطقة عسير يفضلونه لاتساعه ونظافته ويتميز هذا الشاطئ بطوله والذي يمتد مسافة خمسة كيلومترات ويشتهر بوجود الأخوار والتي تجذب هواة الصيد ويتميز كذلك بوجود الكثبان الرملية ذات اللون الذهبي والتي يتخذها زوار الشاطئ مكاناً لسباق السيارات ذات الدفع الرباعي وكذلك للسمر وخاصة في الليالي القمرية كما يتميز الشاطئ بأشجار الشورى.
كما تشتهر محافظة بيش بعدد محدود من الجزر السياحية المحدودة المساحة في البحرالأحمر والتي تبعد عن الشاطئ مسافة 17كم ومن أهم هذه الجزر جزيرة (غراب) وجزيرة (رقبين) وجزيرة (ثيران) وتتميز هذه الجزر بطبيعتها الساحرة وجمالها الفاتن وتشكيلاتها الصخرية ذات الأشكال الهندسية البديعة والشعب المرجانية المتنوعة وشواطئها البكر وأشجار القنديل المتناثرة والتي تشكل منظومة جمالية رائعة وما يميزهذه الجزر صفاء مياهها والطيور المتنوعة والسلاحف النادرة ذات اللون الأزرق وغيرها من الكائنات البحرية.
ثم يأتي وادي بيش ثانياً، حيث لا يأمن المتنزهون مداهمة السيول لهم حتى وإن كان الجو صحواً.
وهناك حدائق عامة من أهمها:
- حديقة المطعن الذي أُطلق عليها حديقة الأمير محمد بن ناصر بن عبد العزيز.
- حديقة البحر.
- حديقة الحقو.

وتوجد بمحافظة بيش العديد من المناطق الأثرية والأماكن، وتتجمل بيش بعدد من المجسمات الجمالية،
من أهم العقوم (السدود) الترابية المقامة في الوادي (عقم النخري) الترابي ويليه (عقم الفائق) وعقم (طهمز).
وكل هذه العقوم تساعد على ري المزارع المقامة في القرى الممتدة مع محاذاة الوادي، كما أن هذا الوادي عنصر جذب سياحي وذلك لوقوعه شرق المطل المشرف على قرية مسلية بالإضافة إلى ما يتميز به هذا الوادي من الغابات لأشجار معمرة مثل الدوم والأثل والبشام والأراك وغيرها كما أنه ملتقى لمربي الماشية والنحل وذلك للرعي على هذه الطبيعة الخضراء الواقعة بمحاذاة هذا الوادي البديع ذي الطبيعة الساحرة وتلك المقومات المتوفرة في هذا الوادي جعلت منه مقصداً للزوار في المنطقة وخارجها وذلك للاستمتاع بجمال وطبيعة هذا الوادي دائم الجريان والخضرة.

## نادي بيش الرياضي
نادي بيش من أوائل الأندية في السعودية، وبدأت المطالبة بتسجيله في رعاية الشباب تقريباً في عام 1384هـ.

## وصلات خارجية
- إمارة منطقة جازان - المحافظات - محافظة بيش.

## اقرأ أيضاً
- منطقة جازان
- شاطئ بيش
- سد وادي بيش